# Leonard Robertson
Leonard Robertson, né le 10 octobre 1950, est un rameur d'aviron britannique. 

## Carrière
Leonard Robertson participe aux Jeux olympiques de 1976 à Montréal et remporte la médaille d'argent avec le huit  britannique composé de John Yallop, Timothy Crooks, Richard Lester, David Maxwell, James Clark, Fred Smallbone, Hugh Matheson et Patrick Sweeney.